# Merit (sigarette)
Merit è una marca di sigarette prodotte e commercializzate dalla Philip Morris USA, sussidiaria della Altria Group (conosciuta precedentemente come Philip Morris Companies Inc.) negli Stati Uniti d'America, e della Philip Morris International nel resto del mondo.  Sono lavorate con un procedimento chiamato Enriched Flavor, con meno catrame e nicotina.

## Varietà

### Gialla
Sono le più comuni, hanno il pacchetto con la vela che sfuma dall'arancione al giallo. Si trovano in pacchetti duri da venti e 100's. In commercio è disponibile anche il pacchetto morbido, introdotto nel 2012. Sono la variante più venduta.

### Blu
Hanno il pacchetto con la vela blu, invece che gialla come nelle normali. Si trovano solo in pacchetti duri da venti o 100's ed è la tipologia Super Light.

### Bay
Sono sigarette leggermente più sottili delle normali. Hanno 0,1 mg in più di nicotina rispetto alle Merit Gialle, ma hanno meno monossido di carbonio. Il pacchetto è di un bianco perlato, con al centro e ai lati una sorta di vela che va dal rosso, al giallo e poi al blu. Sono vendute in pacchetti da venti.

### Slim
Sono le slim della gamma, prima venivano chiamate Merit Bianca Slim, ora invece si chiamano solo Merit Slim. Sono vendute in pacchetti stretti e lunghi da venti sigarette.

### Bianca

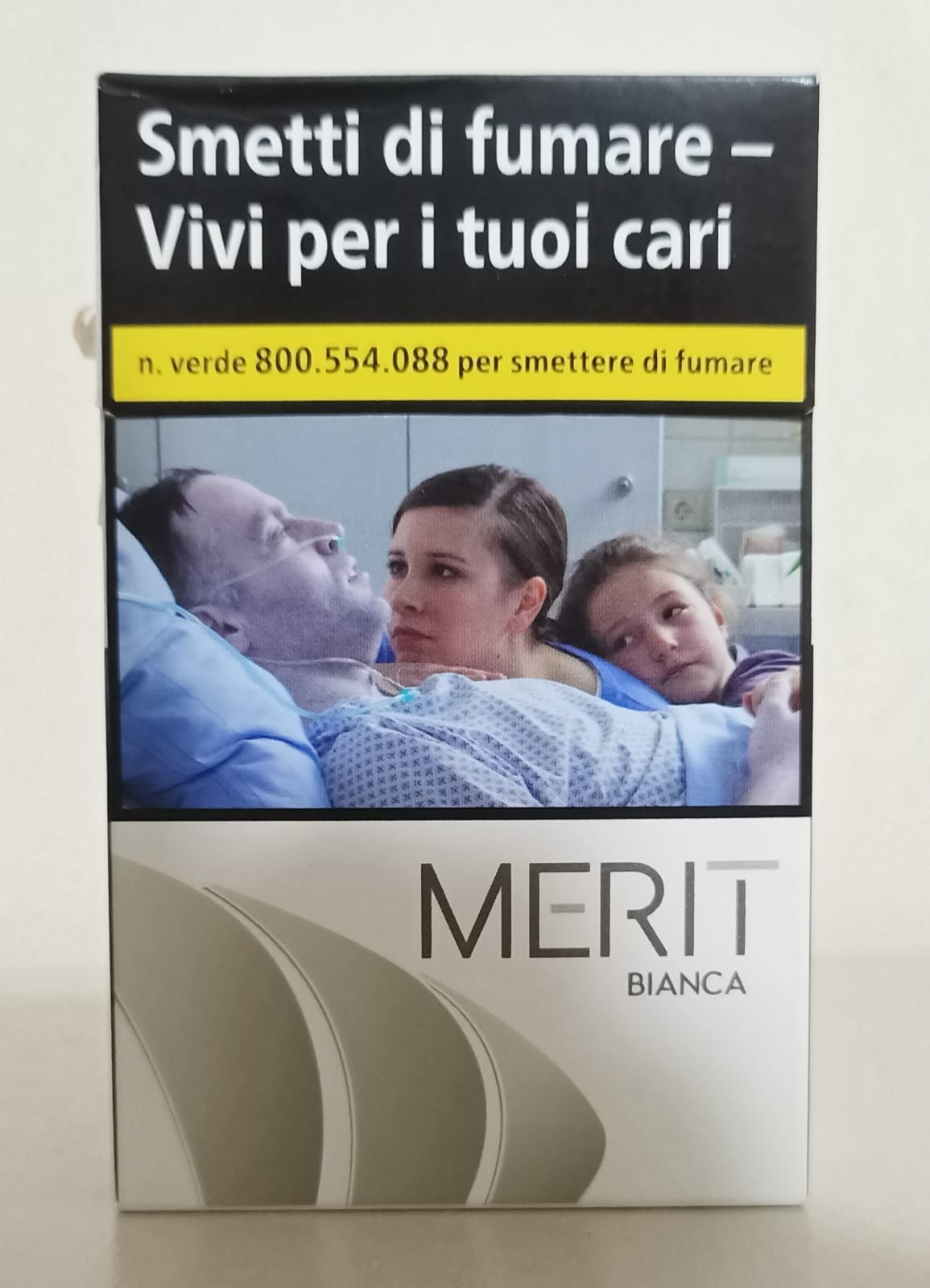
Pacchetto di Merit Bianca

Sono le sigarette più "leggere" della gamma, avendo solo 0,1 mg di nicotina e 2 mg di monossido di carbonio.

## Contenuto
| Pacchetto                     | Catrame | Nicotina | Monossido di carbonio (CO) |
| ----------------------------- | ------- | -------- | -------------------------- |
| Merit Gialla                  | 7 mg    | 0.5 mg   | 9 mg                       |
| Merit Gialla 100's            | 8 mg    | 0.6 mg   | 10 mg                      |
| Merit Slim                    | 6 mg    | 0.5 mg   | 5 mg                       |
| Merit Blu                     | 4 mg    | 0.3 mg   | 5 mg                       |
| Merit Bay                     | 7 mg    | 0.6 mg   | 7 mg                       |
| Merit Bianca (la più leggera) | 1 mg    | 0.1 mg   | 2 mg                       |